# Dan (affluent de la Han)
Pour les articles homonymes, voir Xiao.
La Dan ou Dan Jiang (丹江) ou Dan Shui (丹水) est une rivière de Chine et le plus long des affluents du fleuve Han lui-même affluent du grand fleuve chinois Yangzi Jiang. La rivière est longue de 443 kilomètres et son bassin versant a une superficie de 12 430 km². Le débit moyen de la rivière est de 171 m3/s. Elle prend sa source dans les Monts Qinling près de Heilongkou dans le xian de Danfeng (province du Shaanxi). Son cours suit une direction sud-ouest. Sur la dernière partie, immédiatement après avoir pénétré dans la province du Henan, la rivière circule dans une gorge étroite avant de se jeter dans le lac de retenue du Danjiangkou créé par le barrage du même nom au confluent avec le fleuve Han. La rivière, navigable sur une grande partie de son cours, a été, à partir de la dynatie Qin jusqu'à son déclin dans les années 1950, une importante voie de communication entre la Chine du nord et celle du sud.